# Ponte di Hålogaland
Il Ponte di Hålogaland (in norvegese: Hålogalandsbrua) è un ponte sospeso, parte della strada europea E6; collega la città di Narvik con l'aeroporto e il villaggio di Bjervik, attraversando il fiordo di Rombaken.
Con una lunghezza totale di 1533m, è il più grande ponte sospeso di tutto l'Artide e il secondo di Norvegia, preceduto soltanto dal ponte di Hardanger.
Il ponte, costruito dalla compagnia cinese Sichuan Group, è stato inaugurato il 9 dicembre 2018.

## Galleria d'immagini

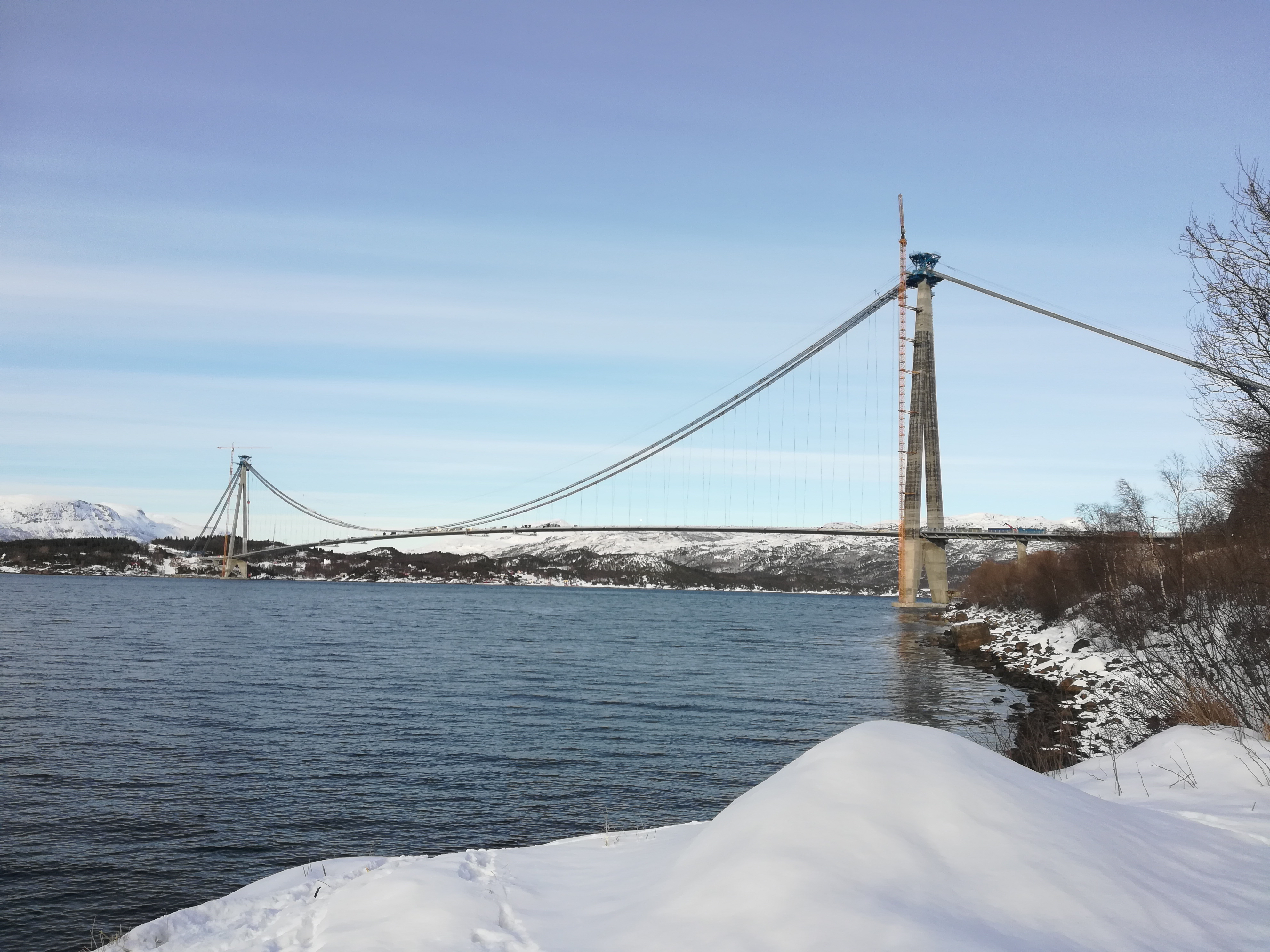
Il ponte in costruzione a marzo 2018
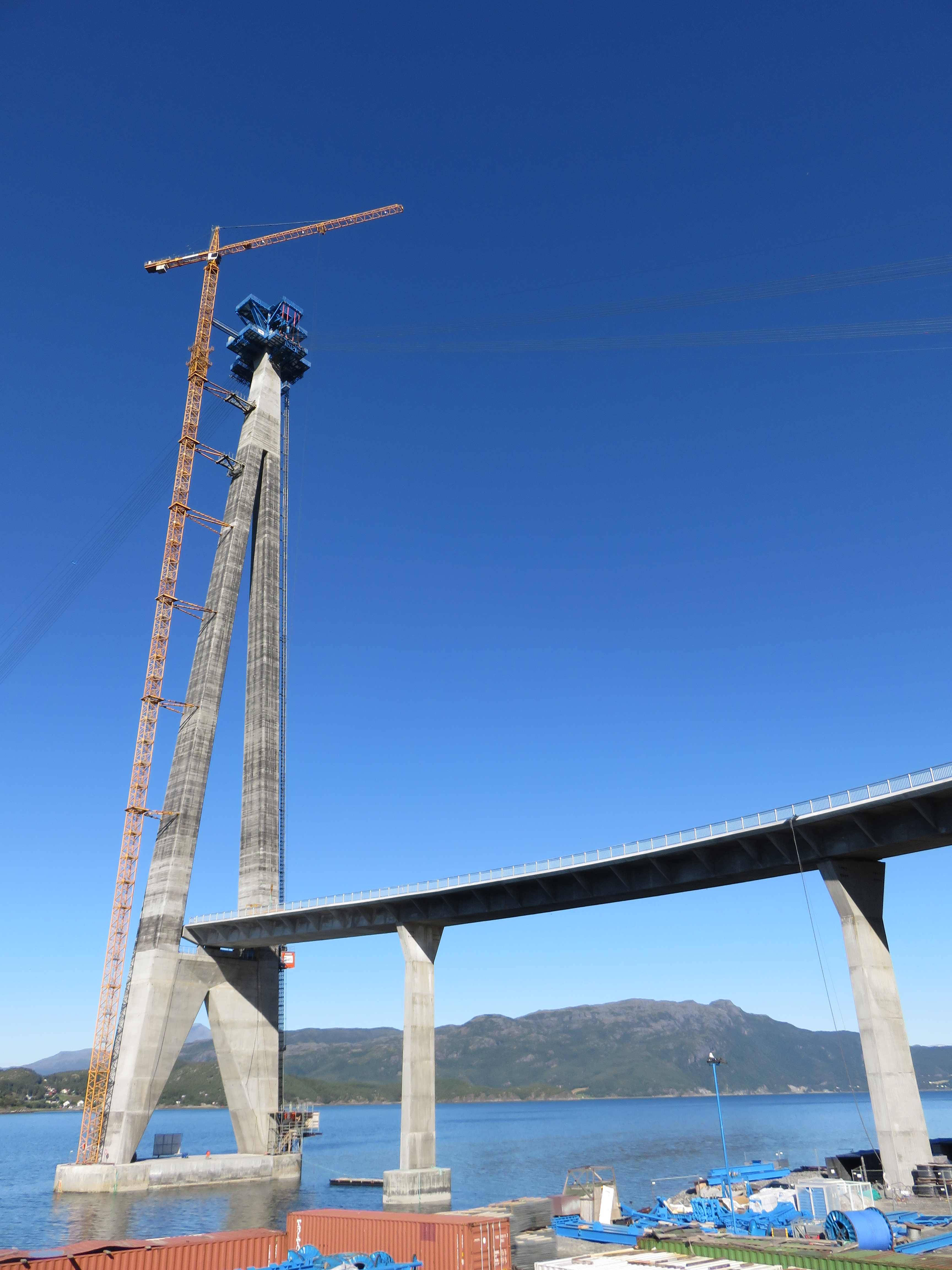
Un pilone quasi completato nell'agosto 2016